# Apostrof (stijlfiguur)
Een apostrof (of aanspraak) is een stijlfiguur waarbij het woord tot een of meer personen wordt gericht. Vaak tegen een overleden of niet aanwezige persoon, of zelfs een object.
Dit aanspreken van een tweede persoon, "jij" of "u", wordt in retorica's uit de klassieke oudheid gerekend tot de tropen. In tegenstelling tot andere tropen zoals de metafoor of de metonymie betreft een apostrof niet de betekenis van een woord, maar heeft betrekking op de taalsituatie. Zij richt de aandacht op de aangesprokene en niet op het gespreksonderwerp. Soms komt zo'n uitroep ("O, Wijsheid, waarom hebt gij mij verlaten" e.d.) wat lachwekkend of gedateerd over, vandaar dat ook humoristische schrijvers er graag gebruik van maken.
In de lyriek kunnen apostrofs echter wel een belangrijke rol vervullen. Zo is de uitroep "O"... voor de dichter de belichaming van de aanwezigheid van een lyrisch subject. Het deelt niets mee, maar geeft uiting aan zijn verlangen om zich uit te spreken. Een beroemd voorbeeld van een apostrof, waarbij een dichter de muze ter inspiratie aanroept is de aanspreking van de goddelijke muze door Homerus in de Ilias:
Goddelijke muze, zing van de wrok van de Pelide Achilles...

## Functie van de apostrof in een gedicht
- de apostrof als uiting van passie,

bijvoorbeeld in een 17e-eeuws gedicht van de humanist Daniël Heinsius:
O doodt, O wreede doodt,
Waert dat ick sterven kond' soo waer ick uyt de noodt...
- de apostrof als schijnwerper op de dichter

Een voorbeeld hiervan vindt men in het openingsgedicht van Jacques Perks sonnettencyclus Mathilde:
Klinkt helder op, gebeeldhouwde sonnetten,
Gij, kindren van de rustige gedachte!
- de apostrof als middel tot personificatie,

zoals in het gedicht Aan de maan van A.C.W. Staring:
Toon ons uw luister, o zilveren maan!
Rijs uit het meer.
Lach de zwervende scheepling aan.
Het effect ervan is dat levenloze objecten in het gedicht nu als 'subjecten' kunnen functioneren. Ze worden aangesproken, verlenen de dichter een luisterend oor en kunnen handelend optreden. De poëzie brengt hen met andere woorden tot leven, bezielt hen waar ze voorheen geen ziel hadden...

## Andere voorbeelden
Egidius, waer bestu bleven? Mi lanct na di, gheselle mijn
- aanhef van het lied Egidius waer bestu bleven
O duistere nacht, O, wedervaren, met hier en daar een bui
- Kees Ouwens, 1977
O Romeo, Romeo! wherefore art thou Romeo?
- Shakespeare, Romeo and Juliet, Act II, Scene 2
Death, be not proud, though some have called thee
Mighty and dreadful, for thou art not so
- John Donne Holy Sonnet X